# فرودگاه کالینینگراد دیوا
فرودگاه کالینینگراد دیوا (به انگلیسی: Kaliningrad Devau Airport) یک فرودگاه همگانی است که یک باند فرود بتن دارد و طول باند آن ۱۴۰۰ متر است. این فرودگاه در شهر کالینینگراد کشور روسیه قرار دارد و در ارتفاع ۲۱ متری از سطح دریا واقع شده است.